# Авария контейнеровоза «Ever Given»
Авария контейнеровоза «Ever Given» («Эвер Гивен»), ставшая причиной блокировки Суэцкого канала, произошла 23 марта 2021 года. Это вызвало многодневный коллапс мировых грузоперевозок, обходившийся мировой торговле в 400 млн долл. в час (по данным Lloyd’s List).

## Авария
Утром 23 марта 2021 года контейнеровоз Ever Given, на борту которого находились 18 тысяч контейнеров (это один из самых больших контейнеровозов в мире), следовал через Суэцкий канал на пути из Малайзии в Голландию. В 07:40 по местному времени контейнеровоз развернулся поперёк канала и сел на мель, застряв носом и кормой в берегах. В результате аварии движение по каналу было заблокировано.

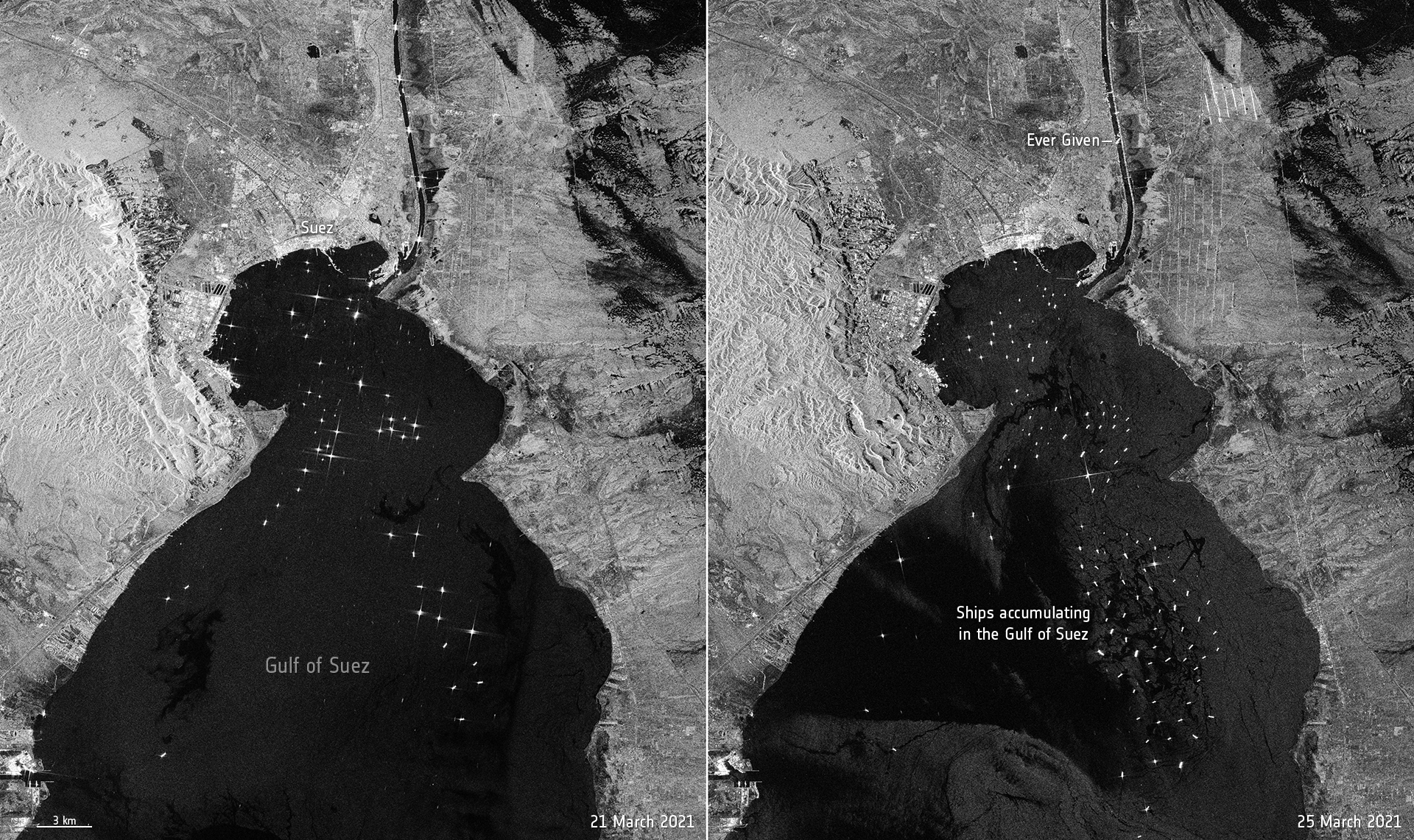
Сравнение скопления судов 21 и 25 марта

В качестве возможных причин аварии назывались сильный ветер, погодные условия, а также технические сбои или человеческий фактор.
К 26 марта в очереди на прохождение через канал собралось более 150 других судов, к 27 марта — 276 судов, к 28 марта — 321 судно, к 29 марта — свыше 450 различных судов.

## Операция по снятию с мели
Первоначальные попытки вытащить судно с помощью буксиров не увенчались успехом.
Поэтому были начаты работы по углублению дна с помощью двух земснарядов: по расчётам, необходимо было удалить 15―20 тысяч кубометров песка из-под носовой части судна, что позволило бы достичь глубины, равной осадке судна (12―16 метров). После этого, по сообщению администрации Суэцкого канала, стало бы возможным снять судно с мели.
К 28 марта с судна удалили 9000 тонн водяного балласта, в работах по освобождению судна участвовало 14 буксиров.
В работах также были задействованы 4 экскаватора, они углубляли берег канала в районе носовой части контейнеровоза.
Кроме того, 9 буксиров пытались вытянуть судно с мели; 27 марта их совместными усилиями удалось сдвинуть с места носовую часть корабля.
В воскресенье 28 марта продолжились работы по углублению дна, в надежде снова попытаться сдвинуть контейнеровоз во время следующего прилива. Обсуждалась и возможность частичной разгрузки судна (мера, к которой спасатели намеревались прибегнуть лишь в крайнем случае, поскольку для неё требовалось применение подъёмных кранов и прочего дополнительного оборудования, которое нужно было доставить к месту работ).
Судно было частично снято с мели 29 марта в 04:30 по местному времени. Примерно в 15:00 того же дня судно было полностью снято с мели и отбуксировано на рейд Большого Горького озера на отстой и осмотр днища. Всего из-под носовой части судна было удалено 27 тыс. кубометров песка.

## Ликвидация последствий
Контейнеровоз встал на техобслуживание недалеко от места аварии, в Большом Горьком озере до конца расследования инцидента с его блокировкой. Всё это время груз оставался на судне.
29 марта президент Египта Абдель Фаттах ас-Сиси заявил об успешном завершении операции по разблокировке канала.
Навигация началась, караваны, находящиеся внутри канала, начали буксировать при помощи лоцманов; 30 марта у северного и южного входов в канал ожидали прохода порядка 400 судов. Глава управления Усама Рабиа ранее заявил, что полностью движение по каналу восстановят через три с половиной дня.
Для прохождения всех скопившихся судов канал работал круглосуточно. 3 апреля через канал прошла последняя группа из 85 ожидавших судов, после чего судоходство в канале вернулось в нормальный режим.
Переговоры между властями Суэцкого канала и владельцами, операторами и страховщиками контейнеровоза затягивались. 14 апреля 2021 года Исмаильский экономический суд вынес приговор владельцу судна Ever Given и обязал того выплатить штраф в размере 900 млн долл.; также постановление предусматривало арест судна до оплаты всей суммы штрафа. Компания Evergreen рассматривала способы разгрузки для дальнейшей транспортировки груза другими способами.
7 июля 2021 года Ever Given снялся с якоря и начал движение на север, после того, как владельцы и страховщики судна пришли к соглашению о компенсации с администрацией Суэцкого канала за срыв судоходства и буксировку контейнеровоза.
"Эвер Гивен" прибыл в порт Роттердама 29 июля 2021 года.

## Последствия

### Экономические
Блокировка канала (простой судов) обходилась мировой торговле в 400 млн долл. в час, $9,6 млрд в день.
Блокировка движения танкеров с арабской нефтью по Суэцкому каналу в первые сутки после инцидента привела к подорожанию нефти более чем на 5 %. 

При этом, за неделю цены на перевозку нефтепродуктов морским путём выросли почти в два раза, одной из причин стала пробка в Суэцком канале.
Один из крупнейших производителей целлюлозы Suzano SA заявил, что затор на Суэцком канале, скорее всего, задержит поставки древесной массы и, как следствие, ограничит доступность туалетной бумаги в магазинах (подобное спрогнозировало и агентство Bloomberg, ссылаясь на рост числа заказов на перевозку товаров морем и нехватку судов, способных решить эту задачу).
Если бы Суэцкий канал не был открыт в течение нескольких дней, судам из Азии пришлось бы идти по западному маршруту в обход Западной Африки (некоторые корабли действительно стали огибать Африку, добавив к своему путешествию 15 тысяч миль и около двух недель плавания).
Также были высказаны предположения о возможной заинтересованности судовладельцев в использовании Северного морского пути. Это затянуло бы сроки доставки грузов, увеличило бы транспортные расходы и привело бы к нехватке свободных контейнеров и контейнеровозов.

### Юридические
Представитель египетской администрации Суэцкого канала Усама Рабия 2 апреля заявил, что им положена «компенсация» в размере миллиарда долларов, и пояснил: в сумму включены как потери от «простоя» водной артерии, так и затраты на высвобождение контейнеровоза. При этом на пресс-конференции Рабиа намекнул на виновника шестидневной блокировки водного пути и заверил, что расследование выявит ответственных за произошедшую аварию и определит стороны, которые выплатят компенсации; при этом Суэцкий канал не причастен к аварии и считается пострадавшей стороной, добавил он.
13 апреля 2021 года суд египетского города Исмаилия по экономическим делам постановил наложить арест на контейнеровоз Ever Given, до момента, пока его владелец не выплатит $900 млн компенсации.
В мае администрация Суэцкого канала согласилась уменьшить сумму компенсации до $550 млн с условием, что $200 млн будут выплачены сразу, а оставшиеся $350 млн поступят позднее в виде банковских аккредитивов.
6 июля 2021 года суд по экономическим делам египетского города Исмаилия принял решение снять арест с контейнеровоза Ever Given в связи с достигнутой между владельцами судна и администрацией Суэцкого канала договорённостью о разрешении конфликта.

## В массовой культуре
Наряду с многочисленными шутками были опубликованы различные интернет-мемы, связанные с инцидентом. Веб-приложение, которое позволяет пользователям размещать Ever Given в любой точке мира «Ever Given Ever Ywhere» также стало вирусным. Пользователи социальной сети TikTok размещали шутки и мемы, отражающие их личные интерпретации инцидента. Также в Твиттере были распространены отдельные предложения по исправлению инцидента в шутливой форме, наряду с комментариями по поводу уместности ощущения некоторых пользователей, что их личные проблемы связаны с застреванием корабля.
Для авиасимулятора Microsoft Flight Simulator создавались модификации, показывая корабль, севший на мель в канале. В день, когда Ever Given был разблокирован, компания Google отпраздновала это событие, добавив пасхальное яйцо, где при поиске «Suez Canal» или «Ever Given» отображалась анимация лодок, движущихся вдоль боковой панели. Некоторые комментаторы с юмором ссылались на книгу 1982 года «Как избежать огромных кораблей».

## Другие случаи блокировки движения
Подобные инциденты в Суэцком канале происходили редко.
- 29 сентября 1990 года американский контейнеровоз Robert Lee врезался в восточный берег канала, что привело к скоплению более 80 судов. Движение было возобновлено 30 сентября.
- 7 ноября 2004 года танкер Tropic Brilliance сел на мель около города Исмаилия, заблокировав движение; у южного и северного входов в канал скопилось более 100 судов. Судно удалось снять с мели 9 ноября.

Случались аварии судов, которые приводили к блокировке движения на несколько часов:
- 18 августа 1990 года танкер Silver Energy врезался в берег канала и получил пробоину, из которой вылилась нефть. Движение судов вскоре возобновилось, после того как танкер удалось отбуксировать в безопасную зону, а нефтяное пятно локализовать.
- 13 сентября 2006 года около Исмаилии затонуло египетское судно. Погибли двое, ещё несколько человек пропали без вести. Суда стояли в канале примерно час, пока длилась спасательная операция.
- 6 декабря 2007 года судно Eiffel остановилось в северной части канала и на несколько часов блокировало передвижение 33 судов.
- В октябре 2017 года японский контейнеровоз OOCL сел на мель, повернувшись перпендикулярно фарватеру. Через несколько часов его отбуксировали.
- Аналогичные случаи произошли в ноябре 2020 года[39].

Шестидневная война на Суэце парализовала движение в канале на 8 лет (1967—1975), причём для восстановления движения пришлось проводить операцию по разминированию и расчистке канала.